# Supercopa de Ghana
La Supercopa de Ghana es la copa en la que se enfrentan el campeón de la Liga Premier de Ghana ante el ganador de la Copa de Ghana, y la organiza la Asociación de Fútbol de Ghana.

## Historia
La copa se jugó por primera vez en el año 1997, donde el Hearts of Oak venció 2-1 al Ghapoha. La copa no se jugó entre 1998 y 2010, pero se ha jugado constantemente desde entonces excepto en el año 2014.

## Campeones
| Año  | Campeón       | Resultado      | Subcampeón          | Ref.        |
| ---- | ------------- | -------------- | ------------------- | ----------- |
| 1997 | Hearts of Oak | 1-0            | Ghapoha             | [ 1 ]       |
| 1998 | Hearts of Oak | 2-1            | Asante Kotoko       | [ 2 ] [ 3 ] |
| 2011 | Nania         | 1-1 (4-3 pen.) | Berekum Chelsea     | [ 4 ]       |
| 2012 | Asante Kotoko | 2-0            | New Edubiase United | [ 5 ]       |
| 2013 | Asante Kotoko | 3-0            | Medeama             |             |
| 2016 | Medeama       | 1-0            | Ashanti Gold        |             |
| 2017 | All Stars     | 1-0            | Bechem United       |             |
| 2018 | Aduana Stars  | 1-0            | Asante Kotoko       |             |

### Títulos por equipo
| Club                      | Ciudad / Región             | Títulos | Subtítulos | Años campeón |
| ------------------------- | --------------------------- | ------- | ---------- | ------------ |
| Asante Kotoko F. C.       | Kumasi, Ashanti             | 2       | 2          | 2012, 2013   |
| Hearts of Oak S. C.       | Acra, Greater Acra          | 2       | 0          | 1997, 1998   |
| Medeama S. C.             | Tarkwa, Western             | 1       | 1          | 2016         |
| Nania F. C.               | Legon, Greater Acra         | 1       | 0          | 2011         |
| WA All Stars F. C.        | Wa, Alta Occidental         | 1       | 0          | 2017         |
| Aduana Stars F. C.        | Dormaa Ahenkro, Brong-Ahafo | 1       | 0          | 2018         |
| Ghapoha                   | Tema, Greater Acra          | 0       | 1          |              |
| Berekum Chelsea F. C.     | Berekum, Brong-Ahafo        | 0       | 1          |              |
| New Edubiase United F. C. | New Edubiase, Ashanti       | 0       | 1          |              |
| Ashanti Gold S. C.        | Obuasi, Ashanti             | 0       | 1          |              |